# Jānis Akuraters
Jānis Akuraters (né le 13 janvier 1876 à pagasts Dignājas en Lettonie sous Empire russe – mort le 25 juin 1937 à Riga en Lettonie) est un poète, écrivain et dramaturge letton. Son œuvre a une forte empreinte néoromantique. Il combattit également au sein des Tirailleurs lettons durant la Première Guerre mondiale et devint une importante figure politique pendant la période d'indépendance de son pays.

## Biographie
Jānis Akuraters est né à la maison "Jaunzemji" du Dignājas pagasts dans la famille du garde forestier. Il a commencé sa scolarité à l'âge de six ans à l'école primaire de Birži où son père est venu travailler. Puis, il intègre l'école communale de Jēkabmiests, maintenant Jēkabpils. En 1895, le journal Austrums publie sa première poésie Ziema (Hiver). En 1898, il commence à travailler comme instituteur dans plusieurs écoles. En 1903, il est auditeur libre à la faculté juridique de l'Université de Moscou.
Akuraters célèbre la Révolution russe de 1905 dans son poème Des cris de guerre sur les lèvres (« Ar kaujas saucieniem uz lūpām »). Après l'échec du soulèvement il est arrêté, mais relâché. Il travaille à l'édition de la revue Pret sauli. En 1906, avec d'autres jeunes écrivains lettons comme Jānis Jaunsudrabiņš ou Kārlis Skalbe, il signe le manifeste publié par le journal Dzelme intitulé "Mūsu mākslas motīvi" (Motivations de notre art) en faveur de la liberté d'expression des hommes de lettres. En 1907, il est de nouveau arrêté et contraint à un exil en Oblast de Pskov d'où il s'évade, en passant par la Finlande et la Suède pour arriver finalement au Norvège. Il y apprend à parler norvégien et découvre les livres de Knut Hamsun. Cette période est marquée par une grande précarité, mais elle l'inspire également à écrire le livre de mémoires d'enfance Kalpa zēna vasara. Il retourne en Lettonie en 1908. En 1909, Akuraters épouse Marija Anna Dišlere dont il a fait connaissance en 1905, en 1910, naquit leur fille Laima. Lors de la Première Guerre mondiale il intègre le corps des Tirailleurs lettons.
Akuraters était l'un des plus ardents partisans d'un État letton indépendant. Après la guerre, il participe activement à la vie politique du pays, devient directeur du Théâtre National de Lettonie, travaille dans la rédaction du journal Jaunākās ziņas.  En 1918, il est élu au conseil provisoire national de Lettonie (Latviešu Pagaidu Nacionālā padome (LPNP)), fut le député de Saeima. Dans son livre de mémoires "Reflets des jours" (Dienu atspīdumi) il écrit : "le temps consacré à la politique peut être considéré comme le moins perdu, car la lutte pour son pays est également celle pour l'art national".
En 1937 on lui attribue le prix littéraire de la Patrie (Tēvzemes balva). En 1919, il devient directeur du département artistique du ministère de l'éducation. Les éditions Jāņa Rozes publient entre 1923 et 1927 les œuvres complètes d'Akuraters en 12 volumes. Il est directeur de la station radio Rīgas radiofons entre 1930 et 1934. Puis, le président du PEN Club letton de 1932 à 1937. Il décède à Riga le 25 juin 1937. Il est inhumé au Cimetière de la Forêt. En 1991, à Riga fut inauguré le musée de l'écrivain à Torņakalns, rue O. Vācieša 6a.

## Œuvres

### Poésies
- Zvaigžņu naktis (1905)
- Ziemeļos (1906)
- Bez svētnīcas (1907)
- Astras (1909)
- Sirds varā (1911)
- Saules valgos (1920)
- Dienu prieks (1921)
- Latvijas balādes (1922)
- Rožains vējš (1922)
- Eleģiski momenti (1925)

### Théâtre
- Taisnības meklētāji (1902)
- Lāču bērni (1910)
- Ķēniņa meita (1910)
- Saules gredzens (1911)
- Kurzemē (1914)
- Šis un tas Itnekas (1920)
- Kaupo, līvu virsaitis (teātrī 1913)
- Pieci vēji (1922)
- Viesturs (teātrī 1920)
- Tautas darbinieki (1924)
- Sidraba birze (1924)
- Apvienosimies (1926)
- Bezdarbnieki (1934)
- Vecie un jaunie (1934)

### Récits et nouvelles
- Cilvēks (1905)
- Kalpa zēna vasara (1908)
- Degošā sala (1912)
- Iz bijušām dienām (1913)
- Puķes ziemeļos (1914)
- Parādības (1914)
- Sapņi un likteņi (1919)
- Draugu sejas (1920)
- Klusums un gaisma (1921)

### Romans
- Pēteris Danga (1921)
- Ugunīgi ziedi (1925)